# Mount-Abbot-Nationalpark
Der Mount-Abbot-Nationalpark (englisch Mount Abbot National Park) ist ein nur 13,78 Quadratkilometer großer Nationalpark in Queensland, Australien. Er dient ausschließlich wissenschaftlichen Zwecken und ist für Besucher gesperrt.

## Lage
Der Park liegt in der Region North Queensland etwa 975 Kilometer nordwestlich von Brisbane und 135 Kilometer südöstlich von Townsville. Die nächstgelegene Stadt ist Bowen. Der Nationalpark liegt etwa 50 Kilometer westlich davon auf der Achse zwischen den beiden Orten Gumlu und Collinsville.
In der Nachbarschaft liegen die Nationalparks Mount Aberdeen, Conway und Cape-Upstart.

## Landesnatur
Der freistehende Mount Abbot ist mit 1052 Metern die höchste Erhebung in dieser Region, der besteht aus Granit und erhebt sich über 950 Meter aus der Ebene, die im Südwesten des Parks vom Bogie River, ein Nebenfluss des Burdekin River, durchzogen ist.

## Flora und Fauna
Im Nationalpark ist das einzige Vorkommen tropischen Wolkenwaldes in der Region, und zwar um den Gipfel des Mount Abbot. Neuguinea-Araukarie (Araucaria cunninghamii) wächst an den Hängen beider Berge. Trockenwald findet man an geschützten Plätzen.
Hier haben einige als schützenswert und gefährdet bewertete Pflanzenarten ihren Lebensraum, darunter Ozothamnus eriocephalus aus der Familie der Korbblütler (Asteraceae), Leucopogon cuspidatus aus der Familie der Heidekrautgewächse (Ericaceae) und „Indian Stringbush“ (Wikstroemia indica) aus der Familie der Seidelbastgewächse (Thymelaeaceae).